# Stazione di Milo
La stazione di Milo è una stazione ferroviaria posta sulla linea Palermo-Trapani (via Milo). Serviva il centro abitato di Milo, frazione del comune di Trapani; dal 2002 è in uso come 
posto di movimento.

## Storia
La stazione entrò in servizio il 15 settembre 1937, all'attivazione della tratta ferroviaria da Alcamo Diramazione a Trapani.
Venne declassata a posto di movimento con il cambio orario del 15 dicembre 2002.

## Strutture e impianti
L'impianto è dotato di due binari, di cui solo il primo dispone di banchina.